# Pfaffenschneide
Pfaffenschneide – szczyt w Stubaier Alpen. Leży w zachodniej Austrii, w Tyrolu. Jest to trzeci co do wysokości szczyt Stubaier Alpen po Zuckerhütl (3507 m) i Schrankogel (3496 m).